# جمال‌الدین، جلفا
جمال‌الدین، جلفا (به ترکی آذربایجانی: Camaldın) منطقه‌ای مسکونی در جمهوری آذربایجان است که در شهرستان جلفا واقع شده‌است. جمال‌الدین ۱٬۳۶۴ نفر جمعیت دارد.